# John Hughes
John Wilden Hughes, Jr. (Lansing, 18 de fevereiro de 1950 — Nova Iorque, 6 de agosto de 2009) foi um cineasta, produtor e roteirista estadunidense. 
Considerado precursor do "cinema adolescente", Hughes marcou a década de 80 e o início dos anos 90 com filmes, em sua maioria, ambientados na Região Metropolitana de Chicago, - cidade em que passou sua juventude - e que retratavam a adolescência, a época escolar, a maioridade e os conflitos dessa fase da vida.

## Biografia

#### Infância e juventude
Hughes nasceu em 18 de fevereiro de 1950, em Lansing, Michigan, filho de Marion Crawford, uma voluntária em trabalhos de caridade, e do vendedor John Hughes Sr., sendo o único menino em uma família de três irmãs. Ele cresceu num bairro de Grosse Pointe onde só haviam meninas e pessoas idosas, o que fez Hughes passar muito tempo sozinho e usar a imaginação para se divertir. Posteriormente, ele e sua família se mudaram para o subúrbio de Chicago, onde Hughes ingressou no ensino médio e tornou-se fã dos Beatles, algo que o ajudou a se enturmar e lhe deu inspiração para os futuros filmes que viria a criar.

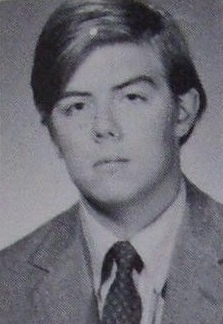
Hughes na época do colegial em 1967

Na adolescência, Hughes recorreu ao cinema para fugir de sua realidade. Segundo seu amigo de infância, Jackson Peterson, “A mãe e o pai dele o criticavam muito (...) Ela [Marion] criticava tudo que John gostava de fazer”. Além dos Beatles, ele era fã de Bob Dylan, John Lennon e Pablo Picasso, além de saber muito sobre filmes e sobre o Rat Pack.

## Carreira
Começou escrevendo, nos anos de 1970, para a revista National Lampoon, e trabalhou como diretor de criação em uma agência de publicidade.

### Roteirista
No início da década de 1980, começou a produzir roteiros, algumas vezes com o pseudônimo de "Edmond Dantès", uma homenagem ao personagem principal de O Conde de Monte Cristo,

### Diretor
Seus maiores sucessos como diretor, são filmes voltado ao público jovem, como "Clube dos Cinco", "Esqueceram de Mim", "Férias Frustradas" (como roteirista), Gatinhas e Gatões e "Mulher Nota Mil", emplacando, em 1986, duas das dez maiores bilheterias dos EUA com "Curtindo a Vida Adoidado" e "A Garota de Rosa Shocking".
Tímido e nerd, era uma pessoa comum em sua vida pessoal, e assim, seus personagens contém muito das suas características. Outra característica dos seus filmes é a apresentação de cenas extras, após os créditos finais. Foi um dos diretores que mais influenciou a geração que teve a adolescência durante a década de 80.

## Vida pessoal
Em 1970, Hughes, então com 20 anos, casou-se com a líder de torcida Nancy Ludwig, que ele conheceu no ensino médio. Juntos, tiveram dois filhos: John Hughes III (nascido em 1976) e James Hughes (nascido em 1979). Eles viveram juntos até sua morte em 2009. Nancy Hughes morreu em 15 de setembro de 2019.

## Morte e legado

### Morte
Em 5 de agosto de 2009, Hughes e sua esposa viajaram para a cidade de Nova Iorque para visitar seu filho James e seu novo neto. James disse que seu pai parecia estar com boa saúde naquela noite e que a família havia feito planos para o dia seguinte. Na manhã do dia 6 de agosto, Hughes estava caminhando perto de seu hotel em Manhattan quando sofreu um ataque cardíaco. Hughes foi levado às pressas para o hospital, não resistindo e vindo a falecer aos 59 anos. O funeral de Hughes foi realizado em 11 de agosto, em Chicago. 
Ele foi enterrado no Cemitério Lake Forest, onde na ocasião estiveram presentes sua esposa, dois filhos e seus netos.

#### Repercussão e homenagens
Após a morte de Hughes, muitos dos que o conheceram comentaram sobre o impacto que Hughes teve sobre eles e sobre a indústria cinematográfica. Molly Ringwald disse: "Fiquei surpresa e muito abalada quando soube de sua morte. Ele foi e sempre será uma importante parte de minha vida. Sua falta será sentida não só por mim, mas por todos que foram tocados por seus filmes". Matthew Broderick também comentou sobre a morte dele, dizendo: "Estou realmente chocado e triste com a notícia sobre meu velho amigo Hughes. Ele era um cara maravilhoso e muito talentoso".
O 82º Oscar (2010) homenageou Hughes e suas obras. Uma retrospectiva com cenas de diversos filmes de Hughes foi assistida pelos atores com que ele mais trabalhou, incluindo Molly Ringwald, Matthew Broderick, Macaulay Culkin, Judd Nelson, Ally Sheedy, Anthony Michael Hall e Jon Cryer, que se reuniram no palco para ovacionar Hughes e suas contribuições para a indústria cinematográfica de Hollywood.
A comédia Easy A (2010), estrelada por Emma Stone, prestou uma homenagem a Hughes e seus filmes no final, onde a personagem de Stone afirmou que desejava que sua vida fosse um filme do diretor. Off. 
A banda britânica The 1975 citou Hughes como uma influência para o grupo. Kelly Fremon Craig, que escreveu e dirigiu The Edge of Seventeen, também citou Hughes como influência.
Os filmes de John Hughes serviram de inspiração para o estilo e tom do filme do Universo Cinematográfico Marvel, Homem-Aranha: De Volta ao Lar (2017), dirigido por Jon Watts, que se inspirou em filmes como Ferris Bueller's Day Off.

## Filmografia

### Como diretor
- 1984 - Sixteen Candles (br: Gatinhas e Gatões)
- 1985 - The Breakfast Club (br: Clube dos Cinco / pt: O Clube)
- 1985 - Weird Science (br: Mulher Nota 1000)
- 1986 - Ferris Bueller's Day Off (br: Curtindo a Vida Adoidado / pt: O Rei dos Gazeteiros)
- 1987 - Planes, Trains & Automobiles (br: Antes Só do que Mal-Acompanhado)
- 1988 - She's Having a Baby (br: Ela Vai Ter um Bebê)
- 1989 - Uncle Buck (br: Quem Vê Cara Não Vê Coração / pt: O Meu Tio Solteiro)
- 1991 - Curly Sue (br: A Malandrinha)

### Como escritor e/ou roteirista
- 1982 - National Lampoon's Class Reunion
- 1983 - Nate and Hayes
- 1983 - National Lampoon’s Vacation (br: Férias Frustradas[15] / pt: Que Paródia de Férias)
- 1983 - Mr. Mom (br: Dona de Casa por Acaso / pt: Profissão Doméstico)
- 1984 - Sixteen Candles (br: Gatinha e Gatões)
- 1985 - National Lampoon's European Vacation (br: Férias Frustradas na Europa)
- 1985 - The Breakfast Club (br: O Clube dos Cinco)
- 1985 - Weird Science (br: Mulher Nota 1000)
- 1986 - Ferris Bueller's Day Off (br: Curtindo a Vida Adoidado)
- 1986 - Pretty in Pink (br: A Garota de Rosa Shocking)
- 1987 - Planes, Trains & Automobiles (br: Antes Só Do Que Mal Acompanhado)
- 1987 - Some Kind of Wonderful (br: Alguém Muito Especial)
- 1988 - The Great Outdoors (br: As Grandes Férias)
- 1988 - She's Having a Baby (br: Ela vai ter um bebê)
- 1989 - National Lampoon's Christmas Vacation (br: Férias Frustradas no Natal)
- 1989 - Uncle Buck (br: Quem vê cara, não vê coração)
- 1990 - Home Alone (br: Esqueceram de Mim / pt: Sozinho em Casa)
- 1991 - Curly Sue (br: A Malandrinha)
- 1991 - Dutch
- 1991 - Career Opportunities (br: Construindo uma Carreira)
- 1992 - Home Alone 2: Lost in New York (br: Esqueceram de Mim 2 - Perdido em Nova York / pt: Sozinho em Casa 2: Perdido em Nova Iorque)
- 1992 - Beethoven (br: Beethoven, o Magnífico / pt: Beethoven) (como Edmond Dantès)
- 1993 - Dennis the Menace (br: Dennis, o pimentinha)
- 1993 - Beethoven's 2nd (br: Beethoven 2 / pt: Beethoven 2)  (como Edmond Dantès)
- 1994 - Miracle on 34th Street (br: Milagre na Rua 34 / pt: Milagre em Manhattan)
- 1994 - Baby's Day Out
- 1996 - 101 Dalmatians (br: 101 Dálmatas / pt: 101 dálmatas desta vez a magia é real)
- 1997 - Home Alone 3 (br: Esqueceram de Mim 3 / pt: Sozinho em Casa 3)
- 1997 - Flubber
- 2001 - Just Visiting
- 2002 - Maid in Manhattan (como Edmond Dantès)
- 2008 - Drillbit Taylor (como Edmond Dantès)

### Como produtor
- 1985 - Weird Science
- 1985 - The Breakfast Club
- 1986 - Ferris Bueller's Day Off
- 1986 - Pretty in Pink
- 1987 - Planes, Trains & Automobiles
- 1987 - Some Kind of Wonderful
- 1988 - The Great Outdoors
- 1988 - She's Having a Baby
- 1989 - National Lampoon's Christmas Vacation
- 1989 - Uncle Buck
- 1990 - Home Alone
- 1991 - Curly Sue
- 1991 - Only the Lonely
- 1991 - Dutch
- 1991 - Career Opportunities
- 1992 - Home Alone 2: Lost in New York
- 1993 - Dennis the Menace
- 1994 - Miracle on 34th Street
- 1994 - Baby's Day Out
- 1996 - 101 Dalmatians
- 1997 - Home Alone 3
- 1997 - Flubber
- 2001 - New Port South